# 이양우 (1932년)
이양우(李亮雨, 1932년 10월 5일~)는 대한민국의 정치인이다. 제13대 법제처장, 제10·11대 국회의원을 역임하였다.

## 학력
- 서울공립공업중학교
- 서울대학교 법과대학 중퇴
- 해군사관학교 졸업

## 경력
- 해병대법무감
- 해군법무관
- 국방부법무관리관
- 해군준장 예편
- 10대 법제처장(1986년 1월 8일 ~ 1987년 5월 25일)
- 한ㆍ에쿠아돌의원친선협회회장
- 국회법사위간사

## 역대 선거 결과
|  | 0% |

|  | 35.6% |